# Anthony Watson
Pour les articles homonymes, voir Watson.

a Compétitions nationales et continentales officielles uniquement.

b Matchs officiels uniquement.
Dernière mise à jour le 3 février 2025.
Anthony Watson, né le 26 février 1994 à Ashford (Angleterre), est un joueur international anglais de rugby à XV évoluant aux postes d'ailier ou d'arrière.

## Biographie

### Débuts précoces avec les London Irish (2011-2013)
Formé dans le club des London Irish, Anthony Watson fait sa première apparition en Championnat d'Angleterre le 24 septembre 2011 contre les Newcastle Falcons. Il devient à cette occasion le plus jeune joueur à avoir joué avec l'équipe senior des London Irish. Il marque son premier essai le 20 octobre 2012 contre le Stade montois en Challenge européen. Toujours en 2012, Anthony Watson, alors âgé de 17 ans, dispute le Tournoi des Six Nations des moins de 20 ans avec l'équipe d'Angleterre. Il termine la compétition deuxième meilleur marqueur d'essai derrière Marland Yarde, son compatriote et partenaire à l'académie des London Irish.
L'année suivante, en 2013, avec l'Angleterre des moins de 20 ans il gagne cette fois le Tournoi et le Championnat du monde junior.

### Confirmation avec Bath Rugby et premiers pas en équipe nationale (2013-2022)
Anthony Watson rejoint le club de Bath Rugby à l'été 2013 en compagnie de son coéquipier de l'académie des London Irish David Sisi. À l'automne 2013, après un impressionnant début de saison au poste d'arrière, il est appelé dans le groupe de l'équipe d'Angleterre qui doit affronter l'Argentine le 9 novembre mais ne prend pas part au match. Le 9 janvier 2014, il fait partie des 35 joueurs anglais appelés pour préparer le Tournoi des Six Nations. Toutefois, il ne participe néanmoins à aucun match du Tournoi. Par la suite, Watson connait son premier match avec l'équipe d'Angleterre le 17 juin 2014 lors d'un match contre les Crusaders, ne comptant pas comme une cape internationale, organisé dans le cadre de la tournée de l'équipe d'Angleterre en Nouvelle-Zélande.
Le 9 septembre 2014, il signe une prolongation de contrat avec Bath Rugby jusqu'en 2017. Le 8 novembre 2014, Watson connait sa première sélection officielle avec l'Angleterre lors du match contre la Nouvelle-Zélande organisé à l'occasion de la tournée d'automne 2014.
À l'issue de la saison 2014-2015, fait partie de l'équipe type de cette édition du Championnat d'Angleterre.
Sélectionné par Stuart Lancaster pour la Coupe du monde 2015, il obtient quatre sélections contre les Fidji, le pays de Galles, l'Australie et l'Uruguay. Il inscrit notamment trois essais, le premier face aux Australiens puis un doublé face à l'Uruguay.
En septembre 2019, il est sélectionné en équipe nationale pour disputer la Coupe du monde 2019.

### Transfert aux Leicester Tigers et fin de carrière prématurée (2022-2025)
Anthony Watson rejoint le club des Leicester Tigers à partir de la saison 2022-2023. Fin janvier 2023, il est sélectionné pour le Tournoi des Six Nations en remplacement d'Henry Slade qui s'est blessé.
Fin juin 2023, il est sélectionné avec le XV de la Rose par Steve Borthwick dans un groupe de 41 joueurs pour les matchs de préparation à la Coupe du monde 2023,. Durant ce même été, il se retrouve sans club après la fin de son contrat avec les Leicester Tigers mais il signe une prolongation de courte durée avec la Fédération anglaise jusqu'à la fin de la Coupe du monde. Quelques semaines plus tard, il est retenu dans le groupe final pour participer au Mondial,. Cependant, le 24 août, il est forcé de déclarer forfait pour la compétition en raison d'une blessure au mollet.
Début novembre suivant, il est finalement annoncé qu'il prolonge son engagement avec les Leicester Tigers et retourne au club à partir du mois suivant.
En janvier 2025, à 30 ans, il annonce mettre un terme à sa carrière en raison de blessures à répétition.

## Palmarès

### En club
- Finaliste du Challenge européen en 2014 avec Bath Rugby.
- Finaliste du Championnat d'Angleterre en 2015 avec Bath Rugby.

### En équipe nationale
- Vainqueur du Tournoi des Six Nations des moins de 20 ans en 2012 et 2013 avec l'équipe d'Angleterre des moins de 20 ans.
- Vainqueur du Championnat du monde junior en 2013 avec l'équipe d'Angleterre des moins de 20 ans.
- Vainqueur du Tournoi des Six Nations en 2016 (Grand Chelem), 2017 et 2020 avec l'équipe d'Angleterre.
- Vainqueur de la Triple Couronne en 2016 et 2020 avec l'équipe d'Angleterre.
- Finaliste de la Coupe du monde en 2019 avec l'équipe d'Angleterre.
- Vainqueur de la Coupe d'automne des nations en 2020 avec l'équipe d'Angleterre.

### Distinctions personnelles
- Membre de l'équipe type du Championnat d'Angleterre en 2015.

## Statistiques en équipe nationale
- 56 sélections (51 fois titulaire, 5 fois remplaçant)
- 115 points (23 essais)
- Sélections par année : 4 en 2014, 11 en 2015, 9 en 2016, 3 en 2017, 7 en 2018, 8 en 2019 et 4 en 2020, 5 en 2021, 5 en 2023
- Tournois des Six Nations disputés : 2015, 2016, 2017, 2018, 2019, 2020, 2021, 2023

En Coupe du monde :
- 2015 : 4 sélections (Fidji, pays de Galles, Australie, Uruguay), 3 essais (Australie et Uruguay)
- 2019 : 6 sélections (Tonga, États-Unis, Argentine, Australie, Nouvelle-Zélande et Afrique du Sud), 1 essai (Australie)